# Майстренко, Иван Васильевич
Иван Васильевич Майстренко (укр. Іва́н Васи́льович Майстре́нко; 28 августа или 17 января 1899, Опошня, Зеньковский уезд, Полтавская губерния, Российская империя — 18 ноября 1984, Мюнхен, Бавария, ФРГ) — украинский политический деятель, публицист,
революционер и редактор.

## Биография
С 1914 учился в Великосорочинской учительской семинарии им. Гоголя.
Участник революционного движения в Российской империи. В начале 1917 принадлежал к украинской партии социалистов-революционеров. В 1918 присоединился к левому течению УПСР, которое в августе 1919 оформилось в Украинскую коммунистическую партию (боротьбистов) (УКП(б)).
Участник гражданской войны на Украине. В 1919—1920 был одним из руководителей повстанческой бригады.
В результате объединения УКП(б) с Коммунистической партией (большевиков) Украины оказался в рядах большевистской партии, но в знак протеста против великодержавной политики большевиков вышел из неё и вступил в 1920 в самостийницкую Украинскую коммунистическую партию (УКП). Был избран в состав ЦК УКП и в 1920—1921 активно работал в рабочей среде Донбасса.
Когда в 1925 под давлением ГПУ и Коминтерна УКП была вынуждена самоликвидироваться и влиться в КП(б)У, И. Майстренко вновь стал членом большевистской компартии.
Работал в редакциях украинских газет и журналов, в частности, в 1929—1931 был заместителем редактора одесской городской газеты «Черноморская Коммуна».
С 1931 до 1935 — заместитель директора Всеукраинского коммунистического института журналистики в Харькове.
В 1935 был исключён из партии и в декабре 1936 арестован.
После года пребывания в Харьковской тюрьме с 1937 отбывал дальнейшее заключение в сибирских лагерях. В 1940 был освобождён.
Во время гитлеровской оккупации УССР руководил украинской капеллой бандуристов, которая гастролировала по Украине, Австрии и Германии.
В послевоенное время жил в Баварии (Германия).
Стал, наряду с Григорием Костюком, Борисом Левицким, Романом Паладийчуком и Всеволодом Голубничим, одним из лидеров левого крыла Украинской революционно-демократической партии и редактировал его печатный орган — ежемесячную газету «Вперёд» (1949—1959). В 1948 вышла его книга «Большевистский бонапартизм», в которой он излагает свой взгляд на СССР как на не социалистическое, но классовое эксплуататорское общество (государственный капитализм).
В 1979—1984 — профессор и ректор Украинского технического и сельскохозяйственного института, редактировал его научный «Бюллетень».
Умер в эмиграции в Мюнхене.

## Избранные публикации
Автор многочисленных публикаций, в том числе книг:
- Большевистский бонапартизм (Bolshevist Bonapartism). — Женева, 1948.
- Боротьбизм. Глава в истории украинского коммунизма. — Нью-Йорк, 1954. (Borot’bism. A Chapter in the History of Ukrainian Communism. — Research Program on the USSR, 1954) (переиздана в 2007 и 2019 гг. под названием Borot’bism. A Chapter in the History of Ukrainian Revolution).
- Кризисные процессы в советской экономике. — 1955.
- Аграрная политика большевиков за пятьдесят лет революции. — Мюнхен, 1967.
- Национальная политика КПСС в её историческом развитии. — Мюнхен, 1978.
- История Коммунистической партии Украины. — Мюнхен, Изд-во Сучасність, 1969.
- История моего поколения. Воспоминания участника революционных событий на Украине. — Эдмонтон, 1985 (посмертное издание).

В годы революции использовал псевдонимы — Бабенко, Дальний, Радченко, Корсун, Гребёнка, Авгур.